# NDUFB9
NDUFB9 (англ. NADH:ubiquinone oxidoreductase subunit B9) – білок, який кодується однойменним геном, розташованим у людей на короткому плечі 8-ї хромосоми. Довжина поліпептидного ланцюга білка становить 179 амінокислот, а молекулярна маса — 21 831.
| 10         |  | 20         |  | 30         |  | 40         |  | 50         |
| ---------- |  | ---------- |  | ---------- |  | ---------- |  | ---------- |
| MAFLASGPYL |  | THQQKVLRLY |  | KRALRHLESW |  | CVQRDKYRYF |  | ACLMRARFEE |
| HKNEKDMAKA |  | TQLLKEAEEE |  | FWYRQHPQPY |  | IFPDSPGGTS |  | YERYDCYKVP |
| EWCLDDWHPS |  | EKAMYPDYFA |  | KREQWKKLRR |  | ESWEREVKQL |  | QEETPPGGPL |
| TEALPPARKE |  | GDLPPLWWYI |  | VTRPRERPM  |  |            |  |            |

A: Аланін

C: Цистеїн

D: Аспарагінова кислота

E: Глутамінова кислота

F: Фенілаланін

G: Гліцин

H: Гістидин

I: Ізолейцин

K: Лізин

L: Лейцин

M: Метіонін

N: Аспарагін

P: Пролін

Q: Глутамін

R: Аргінін

S: Серин

T: Треонін

V: Валін

W: Триптофан

Кодований геном білок за функцією належить до фосфопротеїнів. 
Задіяний у таких біологічних процесах, як транспорт, транспорт електронів, дихальний ланцюг, ацетилювання. 
Локалізований у мембрані, мітохондрії, внутрішній мембрані мітохондрії.